# Комаровський Олександр Володимирович
Олександр Володимирович Комаровський (6 червня 1945, Київ — 5 грудня 2002, Київ) — український архітектор. Заслужений архітектор УРСР (з 1985 року), лауреат Державної премії СРСР (1985), академік Академії архітектури України.

## Біографія
Народився 6 червня 1945 в Києві. У 1971 році закінчив Київський художній інститут (майстерня Є. І. Катоніна). З 1971 року працював в проектному інституті «Київпроект». В 1991–1998 роках — керівник персональної архітектурної майстерні «О. Комаровський», з 1998 року — директор архітектурного бюро «О. Комаровський».

Могила Олександра Комаровського

Жив у Києві. Помер 5 грудня 2002 року. Похований на Байковому кладовищі (ділянка № 52а).

## Споруди в Києві
- готелі «Національний» та «Козацький» (обидві — 1981);
- реконструкція та забудова площі Жовтневої революції (1976–1981, нині Майдан Незалежності);
- комплекс нового Київського телецентру (1986–1992);
- офісно-діловий центр «Horizon Office Towers» по вулиці Шовковичній 42—44 (1995–1999);
- офіс Верховної Ради України по вулиці Садовій, 3 (1998–2002);
- мечеть Ар-Рахма (2000);
- реконструкція Майдану Незалежності і монумент на честь проголошення Незалежності України з музейним комплексом (2001–2002, (у співавторстві з С. В. Бабушкіним, Р. І. Кухаренко, О. К. Стукаловим, скульптор А. В. Кущ).

## Галерея

Київський телецентр
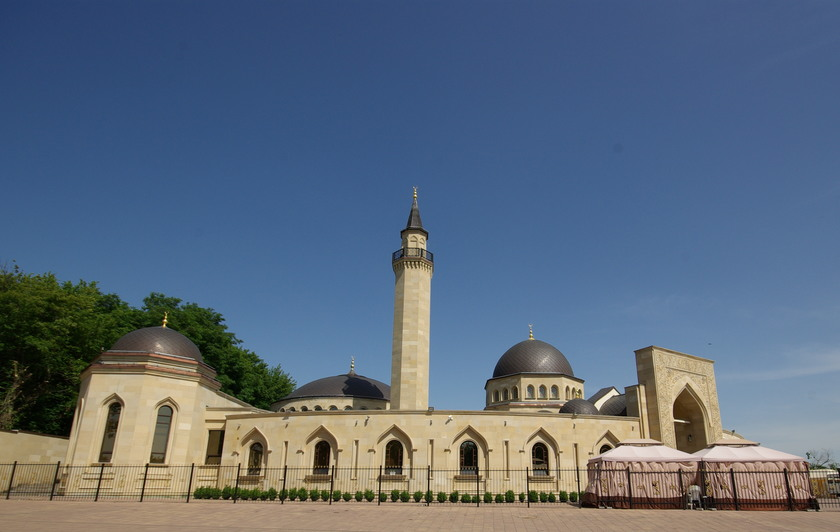
Мечеть Ар-Рахма, Київ